# Государство Камбоджа
Государство Камбоджа (кхмер. រដ្ឋកម្ពុជា) — камбоджийское государственное образование 1989—1993 годов. Создано во время переходного периода при урегулировании кампучийского конфликта 1980-х годов. В соответствии с Парижскими соглашениями 1991 года, преобразовано в Королевство Камбоджа.

## Предыстория
Государственный переворот 1970 года привёл к свержению камбоджийской монархии, низложению принца Сианука и созданию Кхмерской Республики. Пять лет спустя в результате гражданской войны к власти пришли Красные кхмеры. В полпотовской Демократической Кампучии был установлен режим террора и геноцида. Атаки «Красных кхмеров» на Вьетнам привели к крупномасштабному военному конфликту. В декабре 1978 началась массированная вьетнамская интервенция в Кампучию.
7 января 1979 вьетнамские войска вступили в Пномпень. Новый режим получил название Народная Республика Кампучия (НРК). Его возглавила группа провьетнамски настроенных камбоджийских коммунистов — бывших «красных кхмеров», порвавших с полпотовским режимом, в основном из опасения репрессий. Генеральным секретарём правящей Народно-революционной партии Кампучии (НРПК) и председателем Государственного совета НРК являлся Хенг Самрин, его заместителем и председателем парламента — Чеа Сим, премьер-министром — Чан Сы, затем — Хун Сен, министром обороны — Теа Бан.
Государственность НРК контролировалась Вьетнамом, основывалась на однопартийной системе, была устроена по типу «реального социализма» и являлась составной частью социалистического лагеря. На протяжении 1980-х годов не прекращалось вооружённое противоборство вьетнамских войск и правительственных сил НРК с объединённой вооружённой оппозицией — альянсом полпотовцев, республиканцев и монархистов. Экономическое положение страны оставалось крайне трудным, восстановление хозяйства тормозилось партизанской войной. Широкого признания НРК не получила, поскольку её правительство рассматривалось как пришедшее к власти в результате иностранной интервенции. Место в ООН занимал представитель «Демократической Кампучии».
Кампучийский конфликт превратился в заметный элемент глобальной Холодной войны. НРК и Вьетнам поддерживал СССР, вооружённую оппозицию — КНР и США.
Изменения общемировой обстановки в конце 1980-х годов отразились и на ситуации в Юго-Восточной Азии. В 1989 году начался вывод вьетнамских войск из Кампучии. Правительство НРК вынуждено было пойти на переговоры с оппозицией о политическом урегулировании. Этот курс потребовал и внутренних политических реформ.

## Конституционные изменения
29-30 апреля 1989 года Национальная ассамблея НРК по предложению Хун Сена внесла несколько поправок в конституцию и выступила с политическими декларациями. Конкретно изменения выразились в следующем:
- была заявлена ориентация на рыночные экономические реформы, разрешены купля-продажа и наследование земли[2]
- внешняя политика объявлялась нейтральной и внеблоковой
- выражалось намерение вступить в диалог с оппозицией
- буддизм восстанавливался в качестве государственной религии
- отменялась смертная казнь
- деидеологизировалось название страны и государственная символика: НРК переименовывалась в Государство Камбоджа, Кампучийские народно-революционные вооруженные силы — в Камбоджийские народные вооружённые силы, красный фон флага менялся на сине-красный[3].

Новое законодательство, в том числе новое название страны, вступило в силу 1 мая 1989 года.
Сами по себе эти изменения отнюдь не были кардинальными. Частная собственность под названием «личной» и «семейного сектора» официально допускалась с середины 1980-х. Государственная система никак не менялась, отказ НРПК от политической монополии не обсуждался, вопрос о переходе к многопартийной системе и проведении свободных выборов не поднимался. Однако первые уступки обозначили вектор дальнейшего развития. Особенно важное значение имела установка на деидеологизацию политической системы.
В октябре 1991 года была проведена партийная реформа НРПК. Правящая партия официально отказалась от марксистско-ленинской идеологии, приняла доктрину эффективного управления и переименовалась в Народную партию Камбоджи (НРК). Хенг Самрин, всецело ассоциируемый с периодом НРК и вьетнамской оккупации, оставил высший партийный пост. Полгода спустя он ушёл в отставку и с поста председателя Государственного совета. Во главе партии и государства Хенг Самрина сменил Чеа Сим, но реальная власть переместилась в правительство, возглавляемое Хун Сеном — более молодым и динамичным политиком, способным управлять в новых условиях.

## Дестабилизация обстановки и курс на реставрацию
В стране начались протестные выступления. Республиканцы KPNLF и монархисты ФУНСИНПЕК явочным порядком разворачивали оппозиционную деятельность. Происходили уличные антиправительственные протесты, прежде всего студенческие. Власти отвечали выборочными репрессиями, но полностью подавить оппозицию не могли. Вывод вьетнамских войск активизировал вооружённую оппозицию: впервые за период партизанской войны в начале 1990 полпотовцы установили контроль над городом Пайлин, центром одноимённой провинции.
Ситуация в стране приобрела черты нестабильности, ненадёжности и временности. Властям требовалась опора на традиционную легитимность. Выход был найден в сближении правительства с Нородомом Сиануком. 14 ноября 1991 принц Сианук триумфально посетил Пномпень. Правительство Хун Сена, НПК Чеа Сима, KPNLF Сон Санна, Партия Демократической Кампучии Пол Пота—Кхиеу Самфана и, разумеется, ФУНСИНПЕК Нородом Ранарита признавали Сианука легитимным правителем Камбоджи. Реставрация монархии становилась вопросом времени.
С 1989 в Париже велись при международном посредничестве переговоры между правительством Государства Камбоджа и представителями оппозиции. 23 октября 1991 были подписаны Парижские соглашения, предусматривавшие восстановление монархии, возвращение на трон Нородома Сианука, проведение многопартийных выборов. 28 февраля 1992 года учреждён Временный орган ООН в Камбодже — UNTAC, наделённый правами «единственного законного органа и источника власти, которому в течение переходного периода было доверено обеспечить суверенитет, независимость и единство Камбоджи».

## Восстановление монархии
Многопартийные выборы в Камбодже под наблюдением UNTAC состоялись в мае 1993 года. Победу одержал ФУНСИНПЕК, второе место заняла НПК. Правительство было сформировано на основе коалиции трёх парламентских партий — ФУНСИНПЕК, НПК и БЛДП. Руководство правительством с июля 1993 года разделили первый премьер-министр Нородом Ранарит (ФУНСИНПЕК) и второй премьер-министр Хун Сен (НПК). Между ними началась борьба завершившаяся установлением единовластия Хун Сена в 1997 году.
21 сентября 1993 была принята и 24 сентября 1993 обнародована и вступила в силу новая конституция. В тот же день король Сианук официально вступил на трон. Государство Камбоджа преобразовалось в Королевство Камбоджа.